# Societat de l'anell
La Societat de l'anell va ser el nom pel què es va conèixer la societat secreta Los Amigos de la Constitución, de caràcter polític que va existir a Espanya durant el trienni constitucional (1820-1823), sent els seus membres coneguts com els anilleros.
Estava organitzada per Martínez de la Rosa, el comte de Toreno, el duc de Frías i Calatrava i el duc de Anlona, que era el seu president, agrupava a una sèrie d'elements liberals molt moderats, sortits de la maçoneria en la seva major part, que portaven un anell per donar-se a conèixer entre si. El seu programa polític s'orientava cap a una reforma de la constitució en sentit moderat, amb introducció d'un sistema bicameral, sembla que comptaven a obtenir l'aprovació del mateix Ferran VII. El fracàs del cop de força realista de juliol de 1822, va enfonsar als anilleros, juntament amb tot el partit moderat, i foren purgats de l'administració.